# 潮州湍蛙
潮州湍蛙（学名：Amolops teochew），一种分布于中华人民共和国广东省东部和福建省南部沿海丘陵地区的两栖动物，隶属于蛙科湍蛙属。模式产地为广东省潮州市凤凰山。

## 形态特征
潮州湍蛙体型中等，雌蛙体长43.4～49.9毫米。身体背面皮肤光滑，背部颜色从橄榄棕色、黄棕色至红棕色不等，具有大理石斑驳花纹；四肢背面具有浅色横纹；身体腹面为乳白色，有些个体咽胸部具有灰色斑点。